# NGC 2362
NGC 2362 (noto anche come C 64 o col soprannome Ammasso di Tau Canis Majoris) è un giovane e brillante ammasso aperto visibile nella costellazione del Cane Maggiore. L'ammasso è dominato da τ Canis Majoris, una stella multipla la cui componente principale è una supergigante blu 50 volte più massiccia del Sole. Per questo motivo l'ammasso viene talvolta chiamato, in inglese, Tau Canis Majoris Cluster. L'ammasso, che ha un'età di circa 4-5 milioni di anni, contiene una fisica superiore a 500 masse solari.

## Osservazione

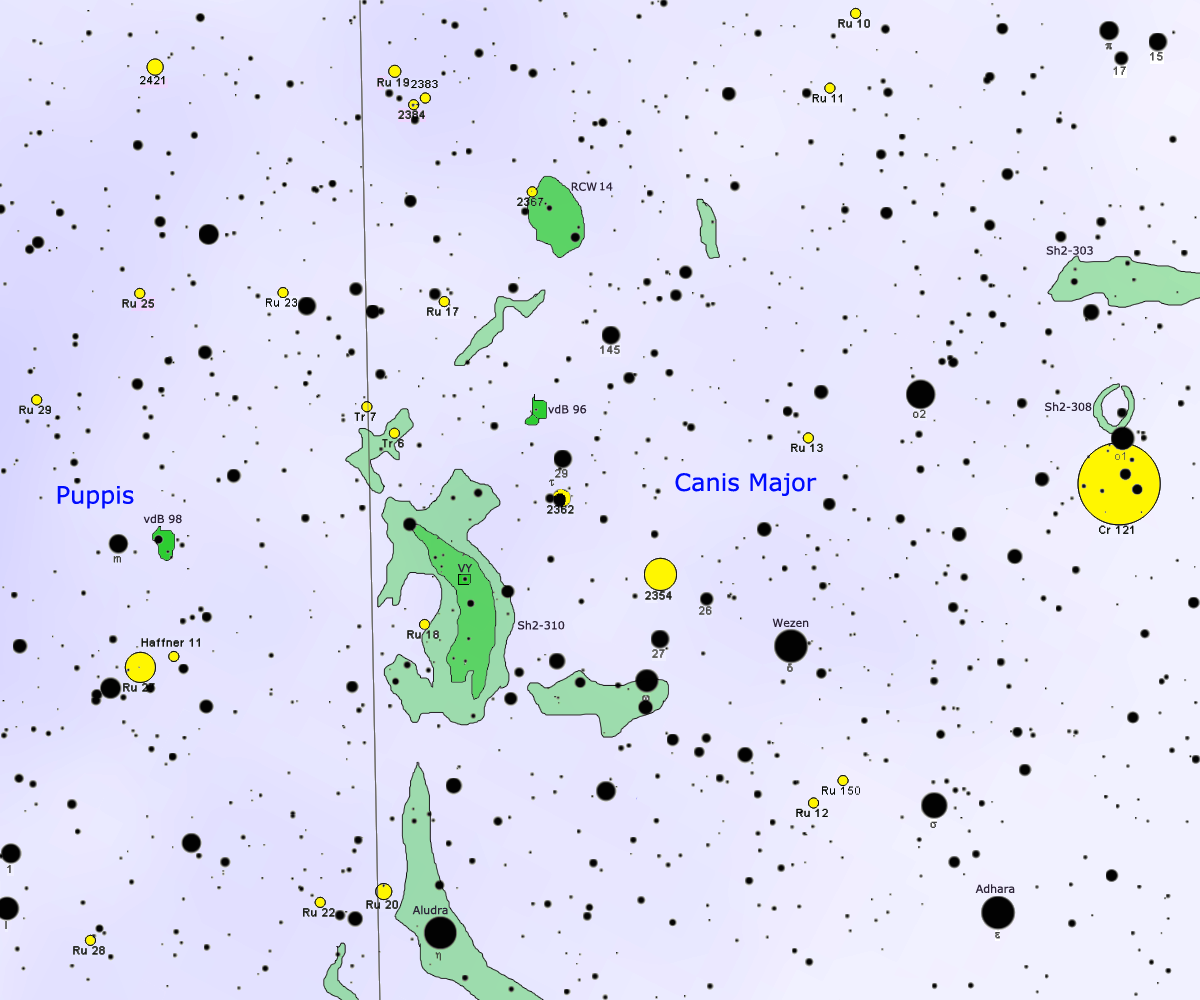
Mappa per individuare NGC 2362.

Si individua circa 2,5° a nordest della brillante stella Wezen (δ Canis Majoris), in direzione di un campo stellare molto ricco di stelle visibili anche a occhio nudo. È un oggetto fortemente compatto, al cui centro spicca τ Canis Majoris, una stella multipla di magnitudine complessiva 4,39; l'osservazione dell'ammasso risulta difficile a causa della grande luminosità di questa stella e per il fatto che le altre componenti, se si eccettua una stella di settima, hanno tutte magnitudine a partire dalla decima. Un telescopio da 100mm è in grado sia di risolverlo completamente, sia di scindere le componenti di τ Canis Majoris. A nord si estende una grande e stretta nebulosità diffusa, visibile solo nelle foto a lunga esposizione, dell'estensione di 4-5 gradi quadrati.
La declinazione moderatamente australe di quest'ammasso favorisce gli osservatori dell'emisfero sud, sebbene si presenti circumpolare solo a partire da latitudini molto elevate; dall'emisfero boreale la sua osservazione risulta penalizzata soltanto dalle regioni situate a elevate latitudini settentrionali ed è osservabile da quasi tutte le aree popolate della Terra. Il periodo migliore per la sua osservazione nel cielo serale è quello compreso fra dicembre e aprile.

## Storia delle osservazioni
Quest'oggetto venne notato presumibilmente da Giovanni Battista Hodierna nel corso del XVII secolo, forse prima del 1654; William Herschel lo riscoprì oltre un secolo dopo, nel marzo del 1785, descrivendolo come un bell'ammasso piuttosto ricco e formato da stelle molto luminose. Suo figlio John Herschel lo riosservò in seguito e lo inserì poi nel suo General Catalogue of Nebulae and Clusters col numero 1513.

## Caratteristiche
NGC 2362 è un ammasso molto ricco e fortemente concentrato, oltre che piuttosto brillante; si trova alla distanza di 1389 parsec (4530 anni luce) ed è situato sul Braccio di Orione, in una sua diramazione probabilmente diretta verso l'esterno. La regione in cui si trova è molto ricca di gas ionizzati e di stelle giovani e brillanti.
Quest'ammasso si è generato da una gigantesca nube molecolare, i cui resti sono visibili in particolare ad est dell'ammasso e vanno a costituire la regione H II Sh2-310; il vento stellare delle stelle massicce dell'ammasso ha causato una sorta di cavità al centro della nube originaria del diametro di circa 30', spazzando via il gas residuo e accumulandolo sui bordi di questa bolla in espansione. NGC 2362 è dominato dalla supergigante blu τ Canis Majoris, ben visibile anche ad occhio nudo, e ha un diametro di appena 3 parsec; gran parte delle sue componenti presenta un disco protoplanetario, in particolare quelle di piccola massa. L'età media delle componenti dell'ammasso si aggira sui 5 milioni di anni; le stelle T Tauri in esso contenute avrebbero un'età stimata sui 1,8 milioni di anni, o, a seconda dei modelli, fino a 5 milioni di anni.